# Strip (The Chameleons)
Strip è il quarto album in studio del gruppo post-punk inglese The Chameleons, pubblicato nel 2000.

## Tracce
1. Less Than Human – 4:01
2. Nathan's Phase – 3:36
3. Here Today – 4:46
4. Soul in Isolation – 8:21
5. Pleasure and Pain – 4:49
6. Paradiso – 5:17
7. Caution – 7:21
8. On the Beach – 4:34
9. Road to San Remo – 1:05
10. Indian – 4:17

## Formazione
- Mark Burgess – voce, basso, chitarra a dodici corde
- Dave Fielding – chitarra acustica, chitarra a dodici corde, armonica, didgeridoo
- Reg Smithies – chitarra acustica, percussioni, chitarra elettrica, chitarra a dodici corde